# 라스트 댄스 (1996년 영화)
《라스트 댄스》(영어: Last Dance)는 미국에서 제작된 브루스 베리스퍼드 감독의 1996년 범죄 드라마 스릴러 영화이다. 샤론 스톤 등이 출연하였고, 스티븐 해프트가 공동 각본을 쓰고 제작에 참여하였다.

## 출연
- 샤론 스톤
- 롭 모로
- 랜디 퀘이드
- 피터 갤러거
- 잭 톰프슨
- 제인 브룩
- 패멀라 타이슨
- 스키트 얼리치
- 돈 하비
- 다이앤 셀러스
- 퍼트리샤 프렌치
- 랠프 윌콕스
- 제프리 포드
- 데이브 헤이거
- 크리스틴 커텔
- 페그 앨런
- 찰스 S. 더턴

## 기타 제작진
- 공동 제작: 척 빈더
- 배역: 조지프 미들턴, 셰리 로즈
- 미술: 존 스토더트
- 세트: 존 앤더슨
- 의상: 콜린 켈솔